# Миронов, Максим Вячеславович
Макси́м Вячесла́вович Миро́нов (30 сентября 1981, Тула) — российский оперный певец (лирический тенор).
Лауреат премии «Золотая Маска» (2013).

## Биография
Максим окончил Колледж имени Гнесиных  по классу заслуженного деятеля искусств, профессора  Д. Ю. Вдовина. 
В 2001—2004 годах был солистом московского театра «Геликон-Опера».
После победы в 2003 году в Международном конкурсе оперных певцов «Новые Голоса» в Гютерсло (Германия)  имеет  ангажементы в лучших оперных театрах мира: Берлинская государственная опера, театр Ла Скала (Милан), Венская государственная опера,  Сан-Карло (Неаполь), Опера Гарнье (Париж), Вашингтонская Национальная Опера, Московский музыкальный театр имени К. С. Станиславского и Вл. И. Немировича-Данченко и др.
Певец обладает редким голосом «tenore di grazia», и является признанным специалистом бельканто в исполнении теноровых партий в операх Дж. Россини, Г. Доницетти, В. Беллини, С. Меркаданте, В. А. Моцарта и др.

## Дискография
1. 2003 — André Grétry,  «Pierre le Grand» DVD
2. 2005 — Gioachino Rossini. «Maometto Secondo». Dynamic, DVD[2]
3. 2006 — Gioachino Rossini. «L'Italiana in Algeri». BelAir, DVD
4. 2006 — Gioachino Rossini. «L'Italiana in Algeri». Dynamic, CD[3]
5. 2006 — Gioachino Rossini. «La Cenerentola». Opus Arte, DVD[4]
6. 2008 — Gioachino Rossini. «La Donna del lago». Naxos, CD[5]
7. 2014 — Saverio Mercadante. «I briganti». Naxos, CD[6]

## Награды и звания
- Победитель международного конкурса оперных певцов Новые Голоса в Гютерсло (Германия) (2003)[1]
- Лауреат Российской Национальной премии Золотая Маска (2013) [7]